# Gemarkung Forst Schwarzenbach am Wald
Die Gemarkung Forst Schwarzenbach am Wald liegt im Landkreis Hof (Oberfranken, Bayern) teils auf dem Gemeindegebiet von Naila, teils auf dem Gemeindegebiet von Schwarzenbach am Wald und teils auf dem gemeindefreien Gebiet Forst Schwarzenbach am Wald. Die Gemarkung hat eine Fläche von 8,285 km² und ist in 68 Flurstücke aufgeteilt, die eine durchschnittliche Fläche von 121.844,33 m² haben. Benachbarte Gemarkungen sind Geroldsgrüner Forst und Schnaid im Westen, Geroldsgrün im Norden, Culmitz, Gerlaser Forst, Lippertsgrün, Straßdorf im Osten, Bernstein am Wald, Kleindöbra und Räumlas im Süden.